# Svartskuldrad gråfågel
Svartskuldrad gråfågel (Edolisoma incertum) är en fågel i familjen gråfåglar inom ordningen tättingar.

## Utbredning och systematik
Fågeln förekommer i bergsskogar på Nya Guinea, Yapen och västpapuanska öarna. Den behandlas som monotypisk, det vill säga att den inte delas in i några underarter.

## Status
IUCN kategoriserar arten som livskraftig.